# Грінберг Марія Ізраїлівна
Марія Ізраїлівна Грінберг (нар. 6 вересня 1908, Одеса — пом. 14 липня 1978, Таллін) — радянська піаністка та педагог українського походження. Виконавський рівень Марії Грінберг був надзвичайно високий, але в силу цілого ряду причин ця піаністка зазвичай залишалася в тіні. За межами СРСР у професійних та аматорських колах піаністка отримала високу оцінку (Голландія, Польща, Чехословаччина, НДР).
В даний час спостерігається відродження інтересу до спадщини Марії Грінберг, як в Україні, так і за кордоном (Російська Федерація, Японія, Ізраїль, Америка, Європа).

## Біографія

### Одеса
Марія Грінберг народилася в Одесі в інтелігентній єврейській родині. Її батько був єврейським ученим, учителем івриту. Мати — Фаня Данилівна Носкіна — давала приватні уроки фортепіанної гри. Родина існувала більш ніж скромно, рояль для 10-річної Мусі Грінберг купили одеські меценати.
До 18 років Марія брала уроки фортепіано у відомого одеського викладача Давида Айсберга. З курсу гармонії навчалася у видатного педагога — професора Одеської консерваторії, композитора Миколи Вілінського.
Брала також уроки у професора Берти Рейнгбальд.

### Навчання в Москві, перший шлюб
До Московської консерваторії Марія Грінберг поступила у клас професора Фелікса Блуменфельда, де була помічена на вступних іспитах Генріхом Нейгаузом. Після смерті Блуменфельда продовжувала заняття з його асистентом Володимиром Бєловим і з Костянтином Ігумновим.
У 1933 році взяла участь у Першому всесоюзному конкурсі піаністів. Особливо була відзначена критиком Григорієм Коганом.
У 1935 році Марія Грінберг стала володаркою другого місця на Другому всесоюзному конкурсі піаністів.
Деякий час перебувала у шлюбі зі співаком Петром Киричеком, виступала і як його акомпаніатор.

### Другий шлюб, репресії
У 1937 році її другий чоловік Станіслав Станде разом з її батьком були заарештовані як «вороги народу» і страчені. Молода піаністка, яка увійшла до числа найбільш перспективних радянських піаністів, була звільнена з усіх державних установ і знайшла собі роботу лише акомпаніатора аматорської хореографічної групи. Однак в той період заради шматка хліба Марія Ізраїлівна іноді нелегально брала участь в концертах, граючи на литаврах. Пізніше їй знову дозволили виступати як солістці. Більш того, завдяки видатному виконавському рівню гри Грінберг, її виступи здобули великий успіх і піаністку знову стали радо приймати в концертних залах Москви, Ленінграду, Риги, Таллінна, Воронежа, Тбілісі, Баку та інших міст Радянського Союзу.

### 50-60-ті роки
Уже після смерті Йосипа Сталіна, коли Марії Грінберг виповнилося 50 років, влада не стала заперечувати проти її виступів за кордоном. Всього Грінберг виконала 14 виконавських турів — 12 східноєвропейськими країнами та 2 — Голландією, де вона стала улюбленицею публіки. Критики порівнювали, і не без підстав, її гру з мистецтвом Володимира Горовиця, Артура Рубінштейна та Клари Хаскіл. Звання Заслуженого артиста РРФСР Марія Грінберг отримала лише у віці 55 років. Коли їй виповнилося 62, вона стала професором Гнесінського інституту.

### Останні роки
У 1968 році фірмою «Мелодія» був випущений альбом із 13 платівок з усіма 32 сонатами Бетховена (33Д-023459-84). Запис було здійснено у Великому залі Московської державної консерваторії на роялі фірми «Stelnway» в 1964—1967 роки (звукорежисер Валентин Скобло). Стереофонічний варіант був випущений у 1975 році (С10-05573-98). Таким чином, Марія Грінберг виявилася першою радянською піаністкою, яка винесла на суд публіки повний цикл фортепіанних сонат Бетховена. Альбом отримав захоплену оцінку Дмитра Шостаковича. Радянська музична преса ж замовчувала про цю титанічну працю. До першої рецензії піаністка не дожила трьох місяців, а в 1978 році в радянському журналі «Музика» критик Юденич назвала цей грамзапис «істинним подвигом мистецтва». Також були проігноровані і не опубліковані численні обробки піаністки. Особливою цінністю є обробки для двох роялів і сольна версія Фантазії f-moll Шуберта.

### Концертна діяльність
Протягом багатьох років Грінберг виступала також у фортепіанному дуеті зі своєю дочкою Нікою Забавніковою.

### Педагогічна та методична діяльність. Приватна практика
Викладати Грінберг почала ще в юнацькому віці, в Одесі. Життя було нелегким, тому викладання стало для Мусі мало не головним стабільним джерелом заробітку на довгі роки, практично до самої смерті. Взаємини з приватними учнями часто переростали в людську дружбу на довгі роки. Яскравий приклад тому — Наум Штаркман. Грінберг «опікувалась» піаністом з часу смерті Костянтина Ігумнова. Безоплатні заняття тривали десятиліттями.
Марія Ізраїлівна в процесі своєї приватної педагогіки істотно піднімала виконавський і художній рівень гри молодих піаністів, які досягали згодом великих успіхів на концертній естраді. Вони отримували закордонні гастролі і кращі вітчизняні зали для виступів. Саме гіркоту свідомості своєї незатребуваності і постійні фінансові турботи привели Грінберг до відмови від занять з уже знаменитим Дмитром Башкіровим. На заняттях наполягала близька подруга Грінберг Левінсон. Приводом послужила невдача Башкірова із записом сонат Бетховена.
У 1960 році Олена Фабіанівна Гнесіна запросила Марію Грінберг викладати в заснованому нею інституті.
У списку учнів Марії Ізраїлівна ми можемо знайти Міхаеля Бішоффбергера, Сергія Доренського, Рудольфа Керера, Анну Клас, Бруно Лукка, Дмитра Паперно, Олексія Скавронського, Римму Скороходову, Віссаріона Слоніма, Зельм Тамаркіна, Наума Штаркмана та Регіну Шамвілі.

### Оточення, друзі, висловлювання
Марія Грінберг мала велике почуття гумору. Так, в 1967 році, в період арабо-ізраїльського конфлікту, коли радянська влада називала Ізраїль не інакше як «ізраїльські агресори», піаністка представлялася як «Марія Агресорівна».
|  | «Бетховен навчив мене мужності, зібраності… Він навчив мене триматися в строгих рамках вираження, не втрачаючи при цьому ні м'якості, ні тонкощі, ні багатства відчуттів». «Виконавець в музиці може робити все, що хоче, якщо це логічно і зі смаком». |

### Доля спадщини
Переважна більшість записів Грінберг було ліцензовано та опубліковано в Японії фірмами Denon і Triton (оцифровка студійних магнітних стрічок). Також в Італії була зроблена спроба неліцензійного видання записів Грінберг фірмою Arlecchino (оцифрування вінілу). В Росії фірмою «Мелодія» випущені 32 сонати Бетховена на компакт-дисках. Особливо слід відзначити діяльність фірми Vista Vera, яка випускає всі вцілілі звукозаписи піаністки, включаючи її методичні праці. Видання відрізняється добрим науково-дослідним та реставраційним рівнем.
Численні обробки піаністки не видані. Є дані, що багато хто з них вціліли в архіві піаністки професора Юлії Туркіної.

### Нащадки
Донька: Ніна Станіславівна Забавнікова, померла в 2005 році.
Зять: Забавніков Микола Миколайович, педагог, професор, заслужений артист РРФСР, друга скрипка квартету Бетховена (1965—1990).
Онук: Станіслав Миколайович Забавніков (нар. 1961), піаніст, помер 30 травня 2007 року.